# Лазаревац
Лазаревац (на сръбски: Лазаревац) е град в Сърбия, Белградски окръг. Административен център е на община Лазаревац. Името му произлиза от наименованието на средновековния сръбски княз Лазар.

## География
Разположен е южно от Белград край главния път за Чачак. Западно от града тече река Колубара.

## Население
Неселението на града възлиза на 26 006 жители (2011 г.).

## Благородна кауза
На 13 януари 2009 г. сръбската турбофолк икона Цеца Ражнатович изнася концерт в града за посрещането на Православната Нова година и дарява 362 000 динара за родилен дом в Лазаревац.

## Спорт
Основният футболен клуб от Лазаревац е ФК „Колубара“. Основан е през 1919 г. Името му идва от името на реката в близост до града.